# Reporter alla ribalta
Reporter alla ribalta (The Name of the Game) è una serie televisiva statunitense trasmessa dalla NBC per 3 stagioni dal 1968 al 1971 per un totale di 76 episodi.
Ambientata in una redazione di riviste, dove i personaggi principali Jeff Dillon (Anthony Franciosa), Glenn Howard (Gene Barry) e Dan Farrell (Robert Stack) sono di volta in volta protagonisti dei singoli episodi, la serie risulta essere la progenitrice delle cosiddette Wheel series (le serie a rotazione trasmesse allo stesso orario, in questo caso il prime time) in quanto i personaggi vivono avventure separate senza incontrarsi fra di loro.
Reporter alla ribalta è anche caratteristica per le ambizioni "cinematografiche" di fondo, dal format di 90 minuti ad episodio all'utilizzo della fotografia, e per il ragguardevole costo di ogni singolo episodio, che risultava, nel 1969, il più alto stanziato in tv (attorno ai 400000 $). Inoltre la serie è tra le prime ad affrontare, sul finire degli anni sessanta, tematiche legate al sociale, al razzismo, alla rivoluzione sessuale.
Il pilot della serie, il film tv Fame Is the Name of the Game diretto da Stuart Rosenberg, venne trasmesso nel 1966: due degli attori che poi presero parte alla serie, Anthony Franciosa e Susan Saint James (quest'ultima nel ruolo di Peggy Maxwell che le vale un Emmy Award), fecero parte della serie fin dal pilot.
Tra gli episodi particolari si ricordino L.A. 2017, 16º della terza stagione (1971) diretto dal giovane Steven Spielberg su testi di Philip Wylie, che si distingue nella produzione della serie in quanto di genere fantascientifico; Appointment in Palermo (3x21), diretto da Ben Gazzara, un omaggio-parodia al genere gangster.

## Guest-star
Come guest-star hanno partecipato in uno o più episodi: Anne Baxter, Ed Begley, Senta Berger, Martin Balsam, Karen Black, Honor Blackman, Tom Bosley, Charles Boyer, Rossano Brazzi, Ray Charles, Joan Crawford, Xavier Cugat, Peter Falk, Zsa Zsa Gábor, Farley Granger, Larry Hagman, Boris Karloff, Van Johnson, Dorothy Lamour, Cloris Leachman, Janet Leigh, Ida Lupino, Vera Miles, Ray Milland, Sal Mineo, Leslie Nielsen, Edward G. Robinson, Mickey Rooney, William Shatner, Frank Sinatra, Donald Sutherland, Tina Turner, Robert Wagner e Dionne Warwick.

## Episodi
| Stagione         | Episodi | Prima TV originale | Prima TV Italia |
| ---------------- | ------- | ------------------ | --------------- |
| Prima stagione   | 26      | 1968-1969          |                 |
| Seconda stagione | 26      | 1969-1970          |                 |
| Terza stagione   | 24      | 1970-1971          |                 |